# Mohammed Drissi Alami Machichi
Pour les articles homonymes, voir Alami.
Mohammed Drissi Alami Machichi est un juriste et homme politique marocain. Il est ministre de la Justice dans les gouvernements Lamrani VI et Filali I de novembre 1993 à janvier 1995.

## Biographie
Dans la continuité des travaux de Georges Dreyfus (début du XXe siècle), il soutient en 1971, à Paris, une thèse de doctorat portant sur les immeubles et le droit commercial[réf. nécessaire].
Le 11 novembre 1993, il est nommé ministre de la Justice sous le gouvernement gouvernement Lamrani VI. Le 7 juin 1994, il est reconduit au même poste dans gouvernement Filali I.